# T-95
T-95 es la denominación informal común de un proyecto ya cancelado de un tanque ruso de quinta generación que estuvo en desarrollo por la planta Uralvagonzavod.

## Historia
El proyecto fue reportado en 1995 y anunciado por fuentes oficiales rusas en el año 2000, pero no se ha hecho público ningún tipo de datos en concreto. Iba a ser introducido en 2009, pero fue retrasado perpetuamente. El Gobierno ruso ha finalizado su participación en el proyecto en mayo de 2010 y retirado todos los fondos.
T-95 fue la designación dada al tanque por los medios de comunicación; no fue un nombre oficial. Según las publicaciones de algunas fuentes, el desarrollo de un nuevo tanque denominado "Objeto 195" comenzó en la oficina de diseño de Uralvagonzavod en la década de 1990.
El tanque prototipo fue anunciado por el ministro Ruso de Defensa en el año 2000. El 10 de julio de 2008 el Gobierno ruso anunció que las fuerzas armadas rusas comenzarían a recibir tanques de nueva generación superiores a los tanques T-90 después de 2010. "El tanque T-90 será la columna vertebral de las unidades blindadas hasta 2025. El T-72 y T-80 no se modernizarán y eventualmente serán reemplazadas por tanques de nueva generación, que comenzarán a entrar en servicio después de 2010", según una conferencia de prensa con Sergei Mayev, jefe del Servicio Federal para Contratos de Defensa.
El primer día de la Expo de la Defensa Rusa de 2010 en Nizhny Taguil, El Director del Servicio Federal de Cooperación Técnico-Militar de la Federación Rusa, Konstantin Biryulin, anunció a la prensa que el monopolio estatal ruso Servicio Federal para Contratos de Defensa revelará el prototipo del nuevo tanque de batalla llamado "Objeto 195" (T-95) en una visita privada a invitados VIP seleccionados, aunque el tanque tiene que ser visto aún por los periodistas o confirmarlo públicamente por alguno de los participantes.
Sin embargo, en mayo de 2010, el diputado de defensa y Viceprimer Ministro y jefe de armamentos Vladimir Popovkin anunció que podría cancelar una serie de programas para el desarrollo de nuevos blindados y armas de artillería. La víctima principal es el programa Objeto 195. Popovkin dijo que los militares se centrarán en la modernización de los T-90 en su lugar. La razón esgrimida para esto fue el hecho de que el T-95 ya era obsoleto, había estado en desarrollo durante casi dos décadas, pero algunas fuentes especularon que tiene más que ver con la reciente reducción del presupuesto militar de Rusia, que precisa recortes sustanciales en todos los ámbitos.
Popovkin confirmó en una entrevista esta decisión en junio de 2010, diciendo que Rusia ya no financiaría y no iba a comprar el T-95, pero que Uralvagonzavod podría continuar trabajando en el tanque sin apoyo del Gobierno. A principios de julio de 2010, según la información dada por la "Oficina de Información de los Urales": el ministro de Industria y Ciencia en la región de Sverdlovsk, Alexander Petrov, dijo que Uralvagonzavod pronto podría concluir un prototipo T-95 totalmente independiente. Sin embargo, sin permiso de exportación o financiación del Estado, la empresa no podría proceder a la producción.
La mayoría de la información sobre este tanque es una mera especulación. El diseño fue probablemente un importante distanciamiento de los conceptos de diseño ya clásicos en los blindados de la era Soviética y que actualmente se encuentran en servicio. En particular, se espera tener una nueva suspensión hidroneumática con nuevas características de adaptación, y aparentemente toda la tripulación iba a ser colocada en un compartimento sellado dentro del casco, aislado de otros componentes del tanque.
El 20 de abril de 2013, se anunció un nuevo tanque "Armata" para el ejército ruso. Las noticias sobre el futuro carro de combate del ejército ruso, denominado Armata indican que la presentación tendrá lugar en septiembre de 2013, probablemente en el show de blindados de Nizhny Taguil. En 2014 el ministerio de defensa adquirirá el primer lote de 16, y la producción en serie empezará en 2015, cuando el tanque entre oficialmente en servicio.

## Estado del proyecto
En una entrevista a Oleg Sienko, Director Ejecutivo de Uralvagonzavod realizada el 1 de diciembre de 2010, se comentó la posibilidad de desclasificar el proyecto Objeto 195, pero rechazó hacer declaraciones al respecto. También se comentó la posibilidad de realizar una plataforma común y básica de alta calidad para presentarla antes de 2015.
El Sr. Oleg Sienko declaró literalmente "Estamos desarrollando nuevos motores en la gama de entre 1500 y 1800 hp, y se están probando. Lo más importante es que no hubo ningún problema con la producción. También estamos trabajando en unidades eléctricas, que proporcionarán un ahorro de combustible considerable y un movimiento más suave. Estas son grandes ventajas en comparación con los diseños anteriores".
Notas de prensa indican que el futuro carro de combate del ejército ruso si se va a construir y que se denominará "Armata". Su presentación tendrá lugar en septiembre de 2013, probablemente en el show de blindados de Nizhny Tagil.